# 小室孝雄
小室 孝雄（こむろ たかお、1892年（明治25年）4月23日 - 1955年（昭和30年）9月29日）は、日本の洋画家。

## 生涯
長野県南安曇郡東穂高村（現・安曇野市）に生まれる。東穂高農業補習学校（現長野県穂高商業高等学校）を卒業後、農業に従事するが、大正3年（1914年）に上京。本郷洋画研究所で岡田三郎助に師事して、油絵制作に精進し、大正15年（1926年）西荻窪にアトリエを構えた。大正5年（1916年）第10回文部省美術展(文展)に「静物」が初入選すると、以後入選を重ねる。昭和12年（1937年）に従軍画家として中国大陸に渡り、戦場や戦時下の都市の風景を描いた。「大日本陸軍従軍画家協会」の名簿には、石井柏亭、小磯良平、川端龍子、向井潤吉らとともに名を連ねている。戦後は第5回日展に「富貴図」、第6回日展に「白いブラウス」が入選し、池上秀畝・中村不折・丸山晩霞らと協力して信濃美術会の設立に参画した。